# Economía de Santo Tomé y Príncipe
La economía de Santo Tomé y Príncipe, aunque tradicionalmente dependiente del cacao, está experimentando cambios considerables debido a la inversión en el desarrollo de su industria petrolera en las aguas ricas en petróleo del Golfo de Guinea.

## Historia
Bajo el dominio colonial portugués, se establecieron plantaciones de azúcar y las islas se utilizaron para el transbordo de esclavos.

## Reservas de petróleo
Diversos estudios geológicos estiman que la región del Golfo de Guinea, en particular la provincia del delta del Níger, podría contener más de 10 000 millones de barriles (aproximadamente 1,6 km³) de petróleo. Sin embargo, dichas cifras corresponden a estimaciones preliminares y no a reservas comprobadas según los criterios internacionales de la industria.
En 2005, se firmó un acuerdo de exploración conjunta entre Nigeria y Santo Tomé y Príncipe para la explotación de bloques en la Zona de Desarrollo Conjunto (JDZ, por sus siglas en inglés). El gobierno santotomense recibió cerca de 50 millones de dólares en concepto de tarifas por licencias de exploración, una cifra equivalente a aproximadamente cuatro veces sus ingresos públicos del año 2004.
En 2006, las primeras perforaciones en un bloque de aguas profundas confirmaron la presencia de hidrocarburos, aunque en volúmenes insuficientes para su explotación comercial. Desde entonces, la actividad exploratoria ha continuado de forma intermitente, sin que hasta la fecha se hayan declarado hallazgos de reservas explotables a escala comercial.

## Agricultura
Desde el siglo XIX, la economía de Santo Tomé y Príncipe se ha basado en la agricultura de plantación. En el momento de la independencia, las plantaciones de propiedad portuguesa ocupaban el 90% de la superficie cultivada. Después de la independencia, el control de estas plantaciones pasó a varias empresas agrícolas de propiedad estatal. El cultivo dominante en Santo Tomé es el cacao, que representa alrededor del 95% de las exportaciones. Otros cultivos de exportación incluyen copra, palmiste y café.

## Problemas económicos
El gobierno tiene un programa económico que cuenta con el apoyo del FMI, a través de su mecanismo de crédito ampliado.